# الزواتنة البحرية
قرية الزواتنة البحرية هي إحدى القرى التابعة لمركز جرجا بمحافظة سوهاج في جمهورية مصر العربية. حسب إحصاءات سنة 2006، بلغ إجمالي السكان في الزواتنة البحرية 6581 نسمة، منهم 3220 رجل و3361 امرأة.